# Viktorijin križec
Viktórijin krížec (izvirno angleško Victoria Cross, kratica VC) je najvišje vojaško odlikovanje, ki se podeljuje za pogum »pred sovražnikom« članom oboroženih sil nekaterih držav Skupnosti narodov in nekdanjih ozemelj Britanskega imperija. Odlikovanje ima prednost pred vsemi drugimi redovi, odlikovanji in medaljami. Podeli se lahko katerikoli vojaški osebi s katerimkoli činom v katerikoli službi in civilistom pod vojaškim poveljstvom. Križec podeljuje britanski monarh med slovesno podelitvijo v Buckinghamski palači. Združen je z najvišjim priznanjem za hrabrost v Združenem kraljestvu, Jurijevim križcem, z enakovredno častjo za pogum ne v bojnem smislu. Vendar je Viktorijin križec višje po prednostni vrsti, tako, da bi ga nosilec nosil na prvem mestu, če bi prejel obe odlikovanji, kar pa se še ni zgodilo. 
Viktorijin križec je uvedla britanska kraljica Viktorija I. 29. januarja 1856 za nagrajevanje pogumnih dejanj med krimsko vojno. Od tedaj so odlikovanje podelili 1356-krat 1353 posameznikom. Od začetka korejske vojne so podelili le 13 odlikovanj, devet pripadnikom Britanske vojske in štirim pripadnikom Avstralske vojske. Tradicionalna razlaga za vir topovske kovine, iz katere izdelujejo odlikovanje, je, da izhaja iz ruskega topa, zasedenega pri obleganju Sevastopola med letoma 1854 in 1855. V zadnjem času so v to zgodbo podvomili in predlagali različne druge vire. Zaradi velike redkosti ima Viktorijin križec visoko ceno in lahko na dražbi preseže 400.000 £. Obstaja več javnih in zasebnih zbirk, posvečenih Viktorijinemu križcu, od katerih je najbolj znana zbirka lorda Ashcrofta, ki ima več kot desetino vseh podeljenih križcev.